# Javier González Garza
Javier González Garza (Monterrey, Nuevo León; 12 de julio de 1945) es un matemático y político mexicano, miembro del Partido de la Revolución Democrática. Fue diputado federal de la LX Legislatura del Congreso de la Unión de México electo por el II Distrito Electoral Federal del Distrito Federal y coordinador del Grupo Parlamentario del PRD en la Cámara de Diputados.

## Trayectoria
Originario de Monterrey, Nuevo León, tiene Doctorado en Matemáticas por el Centro de Investigación y de Estudios Avanzados del Instituto Politécnico Nacional CINVESTAV. Es miembro fundador del PRD y consejero nacional desde su Fundación. 
Participó en el movimiento estudiantil de 1968. Se ha desempeñado como director del Metro de la Ciudad de México, procurador social del DF y como subsecretario de Gobierno del Distrito Federal, durante su gestión en la subsecretaría de Gobierno, fue el más importante negociador del gobierno del Distrito Federal durante la huelga en la UNAM en 1999. Ha sido miembro de la dirección nacional del Partido de la Revolución Democrática (PRD) en diversas ocasiones desde su fundación y también fungió como representante ante el Consejo General del IFE.
Fue asimismo diputado federal en la LVI Legislatura del Congreso de la Unión de México. Formó parte de los equipos de campaña de Cuauhtémoc Cárdenas, siendo incluso su vocero cuando este fue elegido primer gobernante por el voto popular de la capital de México en 1997.
Fue nombrado Consejero Nacional Emérito del PRD en 2005. Ha sido profesor e investigador de matemáticas en el IPN y en la UAM.
Participó en la fundación de la Universidad Autónoma Metropolitana (UAM) y el Departamento de Matemática Educativa en el Centro de Investigación y de Estudios Avanzados del Instituto Politécnico Nacional [CINVESTAV), desde donde fue coautor de los libros de texto gratuitos en matemática para la educación básica mexicana en 1972.
Fue asesor del Jefe de Gobierno del Distrito Federal, Marcelo Ebrard (2009-2012). Fue también asesor de Miguel Ángel Mancera y Enlace del Gobierno del Distrito Federal ante la Conferencia Nacional de Gobernadores (CONAGO). Actualmente es Jefe de la Oficina del Jefe de Gobierno.
Es articulista quincenal del diario Reforma.